# Seychelle-szigeteki bülbül

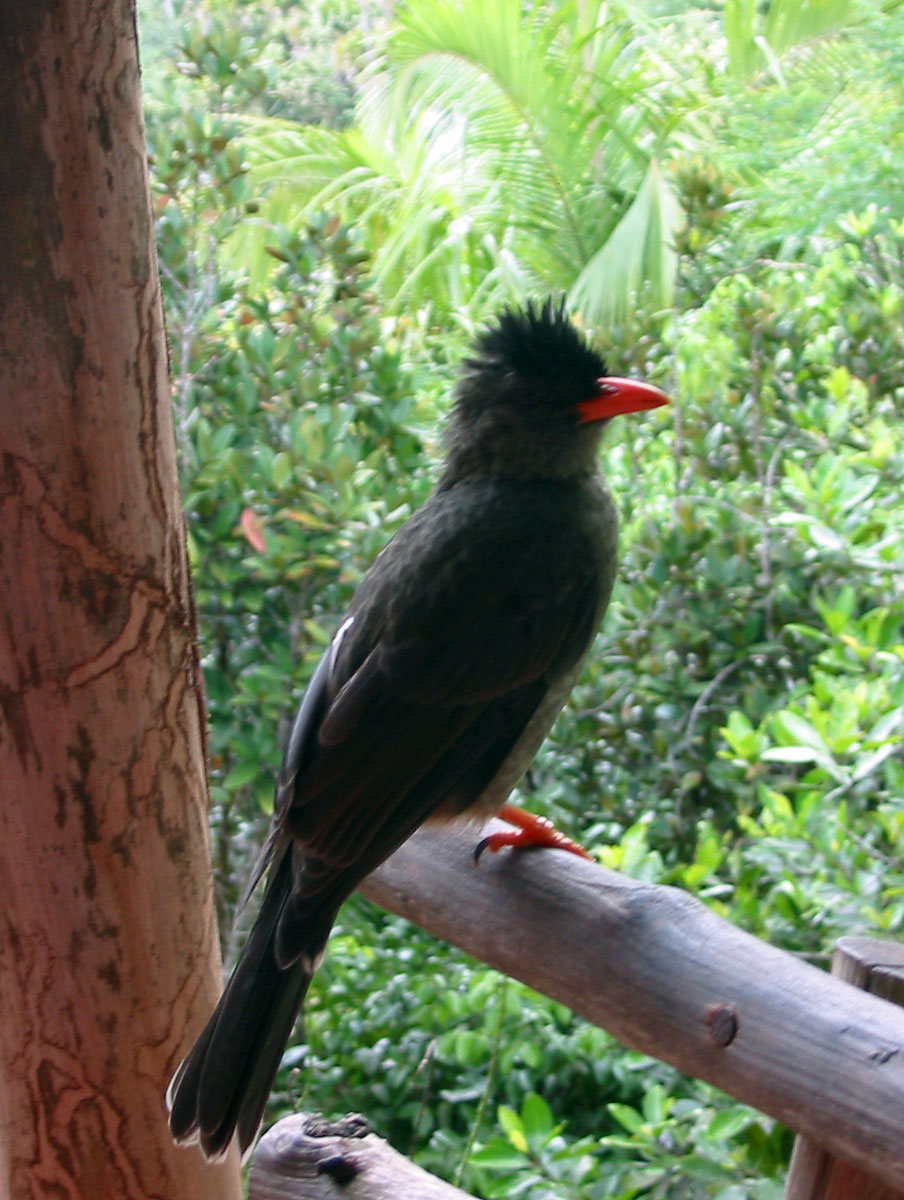

A Seychelle-szigeteki bülbül vagy vastagcsőrű bülbül (Hypsipetes crassirostris) a madarak osztályának verébalakúak (Passeriformes) rendjébe és a bülbülfélék (Pycnonotidae) családjába tartozó faj.

## Rendszerezése
A fajt Edward Newton brit gyarmati adminisztrátor és ornitológus írta le 1867-ben.

## Előfordulása
A Seychelle-szigeteken területén honos. A sziget egyetlen olyan endemikus madárfaja, amelyik még ma is gyakorinak mondható és nem számít veszélyeztetettnek. A szigetországnak csak a központi nagy szigetein és az azokkal közvetlenül szomszédos apróbb szigeteken fordul elő. Él Mahé, Praslin, La Digue és Silhouette szigetén is.
Természetes élőhelyei a szubtrópusi vagy trópusi száraz erdők és síkvidéki esőerdők, valamint városi környezet. Állandó, nem vonuló faj.

## Megjelenése
Testhossza 24 centiméter. Hasonlít a madagaszkári bülbülre (Hypsipetes madagascariensis) csak világosabb színű, inkább szürkés. Ez a legnagyobb testű faj a bülbülfélék családjából. Élénkvörös csőre feltűnően vastag és erős. Erről kapta tudományos nevét is.
|  |

## Életmódja
Igen szociális faj, ritkán él csak párban, többnyire kisebb csoportban látni. Jó alkalmazkodó képességű faj, a tengerparti erdőktől egészen a hegyvidéki erdőkig sokfelé megtalálható. Opportunista táplálkozású, szinte mindenfajta táplálékot elfogyaszt, így gyümölcsöket, virágokat, madártojásokat és rovarokat is.
Nagyon agresszív természetű faj, a territóriumából a nálánál sokkal nagyobb madarakat is elűzi, még az olyan nagy testűeket is, mint a mangrovegém (Butorides striatus).

## Szaporodása
Költési időszaka a monszun beköszöntével kezdődik októberben és januárig tart. Fészkét száraz növényi anyagokból építi fákra 10 méteres magasságba vagy még magasabbra. Két pettyes tojást rak, de többnyire szezononként csak egy fiókát tud egy pár felnevelni. A költési idő 15 nap.

## Természetvédelmi helyzete
Az elterjedési területe kicsi, egyedszáma viszont stabil. A Természetvédelmi Világszövetség Vörös listáján mérsékelten fenyegetett fajként szerepel.

## Fordítás
- Ez a szócikk részben vagy egészben  a   Seychelles Bulbul című angol Wikipédia-szócikk ezen változatának fordításán alapul.  Az eredeti cikk szerkesztőit annak laptörténete sorolja fel. Ez a jelzés csupán a megfogalmazás eredetét és a szerzői jogokat jelzi, nem szolgál a cikkben szereplő információk forrásmegjelöléseként.